# ジョン・レノックス
ジョン・カーソン・レノックス（John Carson Lennox, 1943年11月7日 - ）は、イギリス北アイルランド出身の数学者、キリスト教弁証家。専門は群論、科学哲学。オックスフォード大学名誉教授。サイード・ビジネス・スクールアソシエート・フェロー。

## 生い立ち
1943年11月7日、北アイルランドで生まれ、父が店を営んでいたアーマーで育つ。ロイヤル・スクールのアーマー校を卒業した後ケンブリッジ大学でPh.D.を取得。カーディフ大学で理学博士を取得。彼はさらにオックスフォード大学でもPh.D.を取得している。

## 経歴
博士号取得後、レノックスはウェールズの首都カーディフへ移り住み、ウェールズ大学で数学の助教授を務めた。彼はまた、オックスフォード大学で宗教と科学についても教えている。カーディフでは29年間を過ごしたが、その間ドイツのヴュルツブルクとフライブルク、オーストリアのウィーンでそれぞれ1年間を過ごしている。
彼は学者として数多くの国々で講演や会議参加を行なっており、旧ソビエト連邦にも数多く訪れている。

### 議論

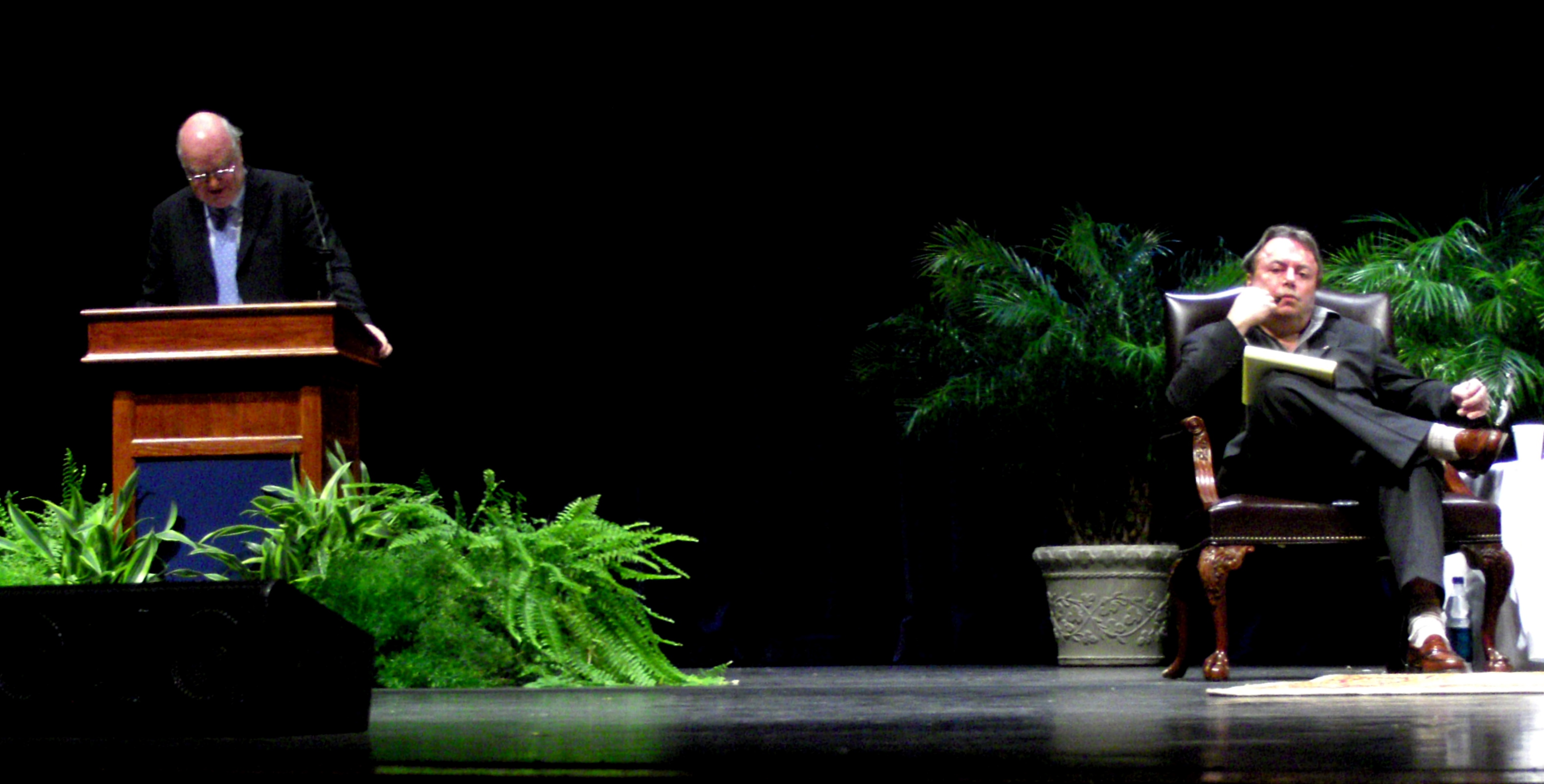
クリストファー・ヒッチェンズと宗教について議論するレノックス（写真左）2009年3月アラバマにて

レノックスは数多くの公開討論に参加し、キリスト教弁証家として活動している。彼と議論した中には、クリストファー・ヒッチェンズ、リチャード・ドーキンス、ローレンス・M・クラウス、ピーター・アトキンス、ピーター・シンガーなどがいる。
- 2007年10月3日：アラバマ州バーミングハムにあるアラバマ大学バーミングハム校（英語版）にてリチャード・ドーキンスと公開討論。討論のテーマはドーキンスの著書『神は妄想である』について[4][5][6]。この討論は世界中で放送された。

- レノックスとドーキンスは2008年4月にもオックスフォード大学トリニティ・カレッジにて同じテーマの討論を行った[7][8]。

- 2008年8月9日：クリストファー・ヒッチンスとスコットランドのエディンバラで開催されたエディンバラ国際フェスティバルで公開討論を行った。テーマは、ヨーロッパが旧来の宗教を捨て去り、無神論を受け入れるべきかであった[9][10]。

- 2008年8月23日：マイケル・シャーマーとオーストラリアのシドニーにあるウェスレー・カンファレンス・センターにて公開討論。テーマは神の存在について[11][12]。

- 2008年10月21日：1860年オックスフォード進化論争が繰り広げられたオックスフォード大学自然史博物館にて、レノックスとドーキンスが再び公開討論を行った。そのタイトルは「科学は神を葬ったのか」であった[13][14]。

- 2009年3月3日：アラバマ州バーミングハムにあるサムフォード大学（英語版）にて、ハッチンスと2度目の公開討論。テーマは「神は偉大か（Is God Great?）」[15][16][17]

- 2011年7月20日：オーストラリアのメルボルンにあるメルボルン・タウン・ホールにてピーター・シンガーと公開討論。テーマは「神はいるのか？（Is There a God?）」[18][19][20]。

## 私生活
彼は英語、ロシア語、フランス語、ドイツ語を話すマルチリンガルである。妻サリーとの間に3人の子供と4人の孫がいる。

## 著書
日本で翻訳されているもののみ。
- 山形優子フットマン訳/森島泰則監訳『コロナウイルス禍の世界で、神はどこにいるのか』いのちのことば社、2020年
- 森島泰則訳『科学ですべて解明できるのか？ 「神と科学」論争を考える』いのちのことば社・フォレストブックス、2020年11月01日[22]